# Simine Vazire
Simine Vazire (ur. 1980) – psycholożka amerykańska pochodzenia irańskiego, pracowniczka Uniwersytetu Kalifornijskiego w Davis, gdzie pełni funkcję dyrektorki Personality and Self-Knowledge Lab, oraz współzałożycielka Society for the Improvement of Psychological Science. Zajmuje się psychologią różnic indywidualnych i osobowości, oraz metodologią i kryzysem replikacji.

## Życiorys

### Wczesne życie i wykształcenie
Według jej relacji, pochodzi z rodziny migrantów pochodzenia irańskiego. Ukończyła studia psychologiczne na Carleton College (BS, 2000) i Uniwersytecie Teksańskim w Austin (Ph.D. 2006).

### Praca
Wykładała na Uniwersytecie Waszyngtona w St. Louis, od 2014 pracuje na Uniwersytecie Kalifornijskim w Davis. Zasiada w radzie Association for Psychological Science i PLOS, oraz w redakcjach kilku czasopism naukowych; jest redaktorką naczelną Social Psychological and Personality Science. Uhonorowano ją szeregiem nagród i wyróżnień, m.in. Amerykańskiego Towarzystwa Psychologicznego.
Jej badania dotyczące mieszanej trafności percepcji własnej osobowości przez ludzi zostały opisane m.in. w The Atlantic. Jej opinie i komentarze dla mediów na temat kryzysu replikacji oraz psychologii osobowości opublikowało m.in. Nature, Science, Scientific American, The Washington Post, czy FiveThirtyEight.